# Alexander Zerfaß
Alexander Zerfaß (* 25. Februar 1978 in Simmern/Hunsrück) ist ein deutscher römisch-katholischer Theologe und Universitätsprofessor für Liturgiewissenschaft an der Katholisch-Theologischen Fakultät der Universität Salzburg.

## Leben
Alexander Zerfass studierte von 1997 bis 2004 Katholische Theologie, Lateinische und Griechische Philologie, Alte Geschichte und Philosophie an der Universität Mainz. Von 2003 bis 2005 war er Kollegiat des Graduiertenkollegs Geistliches Lied und Kirchenlied interdisziplinär (Deutsche Forschungsgemeinschaft) in Mainz. Nach der Promotion 2007 zum Dr. theol. durch die Katholisch-Theologische Fakultät der JGU Mainz (Doktorvater: Hansjakob Becker) war er von 2007 bis 2008 Forschungsassistent im Projekt Dokumente zur Erneuerung der Liturgie (Schweizerischer Nationalfonds) an der Universität Freiburg (Schweiz) (Leitung: Martin Klöckener). Nach der Habilitation und Verleihung der venia legendi für Liturgiewissenschaft und Homiletik 2015 durch die Katholisch-Theologische Fakultät der JGU Mainz mit der Habilitationsschrift: Auf dem Weg nach Emmaus. Die Hermeneutik der Schriftlesung im Wortgottesdienst der Messe lehrt er als Universitätsprofessor für Liturgiewissenschaft und Sakramententheologie an der Katholisch-Theologischen Fakultät der Universität Salzburg.

## Schriften (Auswahl)
- Mysterium mirabile. Poesie, Theologie und Liturgie in den Hymnen des Ambrosius von Mailand zu den Christusfesten des Kirchenjahres (= Pietas Liturgica. Studia. Band 19). Francke Verlag, Tübingen/Basel 2008, ISBN 978-3-7720-8271-9 (zugleich Dissertation, Mainz 2007).
- Das Antiphonar von Grandmont. Ein Beispiel eremitischer Reformliturgien im 11./12. Jahrhundert (= Spicilegii Friburgensis Subsidia. Band 23). Academic Press Fribourg, Fribourg 2011, ISBN 978-3-7278-1705-2.
- mit Hansjakob Becker und Ansgar Franz: Bruno von Köln und die Liturgie der Kartause. Rekonstruktion des Antiphonale Sancti Brunonis und Reproduktion der ältesten kartusiensischen Offiziumshandschriften (= Analecta Cartusiana. Band 292). FB Anglistik und Amerikanistik, Univ. Salzburg, Salzburg 2015, ISBN 3-902895-34-9.
- Auf dem Weg nach Emmaus. Die Hermeneutik der Schriftlesung im Wortgottesdienst der Messe (= Pietas Liturgica. Studia. Band 24). Francke Verlag, Tübingen 2016, ISBN 3-7720-8581-4; (zugleich Habilitationsschrift), Mainz 2015.
- als Herausgeber mit Ansgar Franz: Wort des lebendigen Gottes. Liturgie und Bibel (= Pietas Liturgica. Band 16). Francke Verlag, Tübingen 2016, ISBN 3-7720-8497-4.